# Акула вузькоока
Акула вузькоока (Loxodon macrorhinus) — єдиний вид роду Loxodon родини сірі акули. Інші назви «струнка акула-собака», «синя йорданська собача акула», «щілиноока сіра акула».

## Опис
Загальна довжина досягає 98 см, середній розмір становить 90 см. Голова велика. Морда вузька, стиснута, параболічна, округла на носі. Очі великі, круглі з мигальною перетинкою. Зіниці дуже вузькі. Звідси походить її назва. У країв верхньої губи присутні короткі, ледь помітні борозни. Ніздрі маленькі, носові клапани короткі. На обох щелепах присутньо по 25-28 робочих зубів. Зуби однакові на щелепах, дрібні, трохи спрямовані всередину пащі. У неї 5 пар зябрових щілин. Тулуб стрункий, довгий. Грудні плавці широкі, трикутні, з увігнутою задньою крайкою. Вони починають між 3 та 4 зябровими щілинами. Має 2 спинних плавця, з яких передній значно перевищує задній, останній у 4 рази нижче. Між спинними плавцями відсутнє хребтове узвишшя. Передній спинний плавець розташовано між грудними та черевними плавцями. Задній спинний плавець розташовано трохи позаду анального плавця. Хвостовий плавець гетероцеркальний, верхня лопать значно довше за нижню, має виїмку-вимпел.
Забарвлення спини сіро-коричневе з жовтувато-коричневим або сіро-коричневий відлив. Черево має білий колір. Кінчик переднього спинного плавця часто буває трохи темніше за колір спини. Задні крайки плавців прозорі, у мертвої акули стають світлими.

## Спосіб життя
Тримається на глибині до 100 м, материковому шельфі. Живиться дрібною костистою рибою, переважно донною, кальмарами, каракатицями, креветками, крабами, морськими черв'яками.
Статева зрілість настає при розмірі 60 см. Це живородна акула. Народження відбувається щорічно. Самиця народжує 2-4 акуленят завдовжки 40-45 см. Молодь доволі швидко росте.
М'ясо їстівне, проте внаслідок малих розмірів не є об'єктом промислового вилову.
Небезпеки для людини не становить.

## Розповсюдження
Мешкає від узбережжя Мозамбіку до Червоного моря включно, від Аравійського півострова до Індії та Бангладеш, уздовж узбережжя Китаю, в акваторії Індонезії, Філіппін, Тайваню, південної Японії, північно-східної Австралії.